# 진단

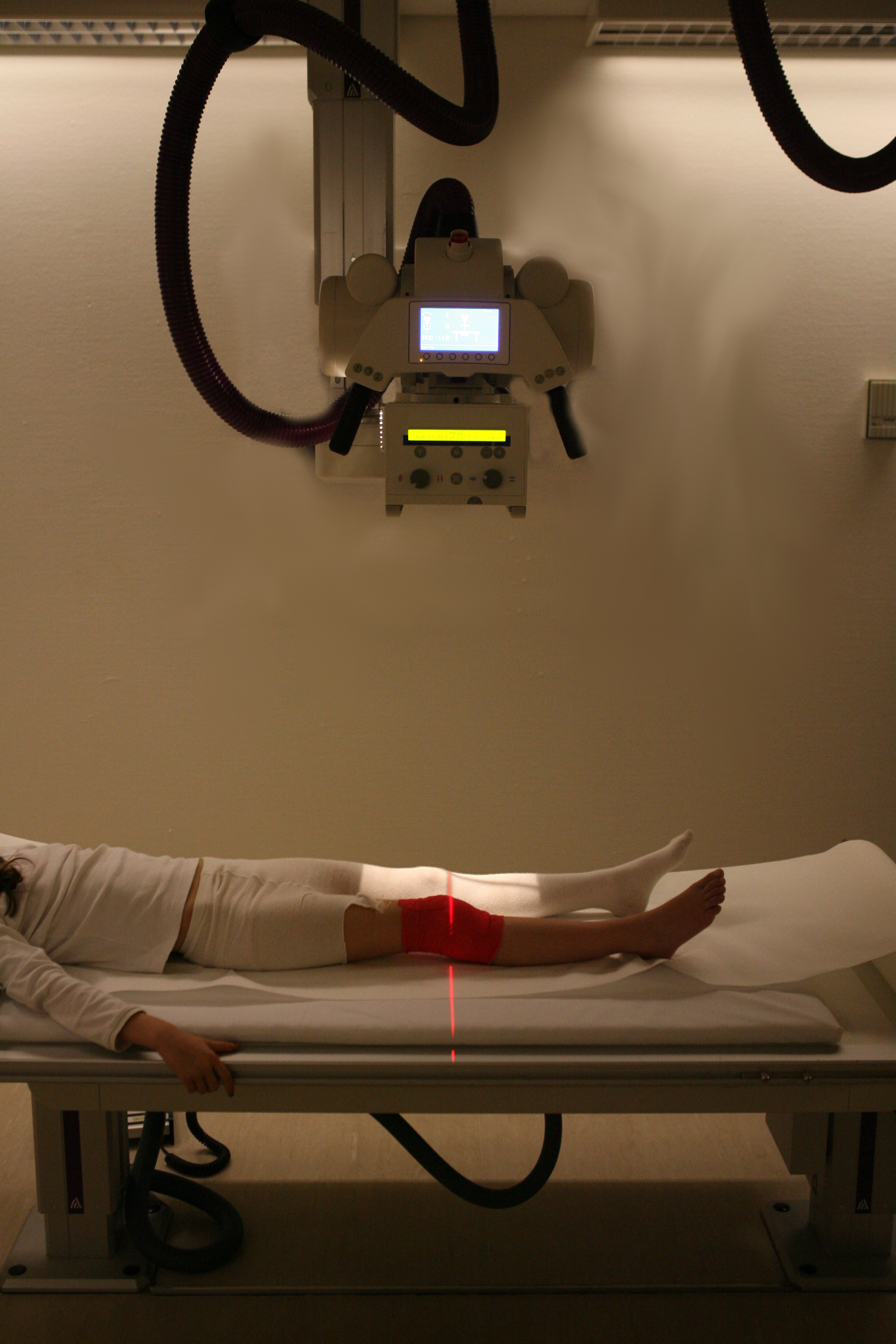
라디오그래피는 특정 질병을 진단하기 위한 중요한 도구의 하나이다.

진단(診斷, medical diagnosis, Dx, DS)은 일반적으로 의학에서는 건강 상태 또는 환자의 질병 징후의 결과에서 알려는 것을 말한다. 병의 이름을 판정하는 일을 말하며, 환자의 병 실태에 대해 모든 걸 판단한다. 확정적인 진단은 확진(確診)으로 부른다. 진단을 잘못하는 것은 오진이라고 한다.

## 역사
진단의 최초 기록의 예는 기원전 2630~1611년 고대 이집트의 임호테프의 기록에서 볼 수 있다.(에드윈 스미스 파피루스) 에사길-킨-아플리(Esagil-kin-apli, 1069–1046 BC)가 쓴 바빌론의 의학 교과서 진단 핸드북(Diagnostic Handbook)은 질병 진단에 경험론, 논리학, 합리성의 이용을 도입했다. 히포크라테스는 환자의 소변을 맛보고 땀 냄새를 맡음으로써 진단을 한 인물로 알려져 있다.